# Nèg Maron
Pour les articles homonymes, voir Negmarron.
Pour plus de détails, voir Fiche technique et Distribution.
Nèg Maron est un film français de Jean-Claude Barny sorti le 19 janvier 2005.

## Synopsis
Deux amis d'enfance à la dérive, Josua et Silex, s'ennuient dans leur quartier de Guadeloupe (Sainte-Rose). Petits larcins et système D composent leur ordinaire, jusqu'à l'arrivée de Marcus héritier béké, cocaïnomaneet dévoyé,. Pris dans une spirale, des choix difficiles s'imposent....

## Fiche technique
- Titre : Neg Maron
- Réalisation : Jean-Claude Barny
- Scénario :Jean-Claude Barny, Alain Agat
- Production : Richard Magnien
- Sociétés de production : Mat Films, France 2 Cinéma, Kasso Productions
- Costume : Julie Mauduech
- Montage :  Stratos Gabrielidis
- Décors :  Philippe Renucci
- Musique :  Pierre Aviat
- Photo : Claude Garnier
- Pays d'origine :  France
- Genre : drame
- Durée : 95 minutes
- Date de sortie : 19 janvier 2005 (France)
- Public : adolescents, adultes

## Distribution
- Admiral T : Josua
- D.Daly : Silex
- Stomy Bugsy : Pedro
- Emilie Cérito: Louise
- Alex Descas : Siwo
- François Levantal : Marcus
- Jocelyne Béroard : la mère de Josua
- José Jernidier : le père de Josua